# Mobschatz (Ortschaft)
Mobschatz ist eine Ortschaft von Dresden und liegt im Westen der sächsischen Landeshauptstadt. Es setzt sich zusammen aus den Ortsteilen Mobschatz, Alt-Leuteritz, Brabschütz, Merbitz, Podemus und Rennersdorf. Mobschatz gehört zum statistischen Stadtteil Cossebaude/Mobschatz/Oberwartha.

## Geographie
Mobschatz liegt im Westen von Dresden. Es gehört landschaftlich zur Lösshochfläche des Meißner Hochlands. Im Süden grenzt Mobschatz an die Ortschaft Gompitz, im Westen an Oberwartha, im Norden an die Ortschaft Cossebaude und im Osten an den Stadtbezirk Cotta. Wichtigste Gewässer sind der Zschonergrundbach entlang der Südostgrenze der Ortschaft und das obere Speicherbecken des Niederwarthaer Pumpspeicherwerks im äußersten Westen. Das Gebiet der Ortschaft Mobschatz liegt in Höhen zwischen 130 und 270 m ü. NN. Mobschatz hat Anteil an den Landschaftsschutzgebieten Linkselbische Täler zwischen Dresden und Meißen sowie Zschoner Grund.

## Politik
| Ortschaftsratswahl Mobschatz 2024Wahlbeteiligung: 81,9 % 50403020100 49,2 %26,7 %6,6 %17,5 % CDUFWMbFREIE BÜRGER DRESDENAfDGewinne und Verlusteim Vergleich zu 2019 %p 30 25 20 15 10 5 0 −5−4,3 %p+26,7 %p−5,0 %p+17,5 %pCDUFWMFREIE BÜRGER DRESDENAfDAnmerkungen:b Freie Wählervereinigung Mobschatz | Sitzverteilung im Ortschaftsrat Mobschatz seit 2024Insgesamt 9 Sitze - CDU: 4 - FWM: 2 - FREIE BÜRGER DRESDEN: 1 - AfD: 2 |

## Geschichte
Die heutige Ortschaft Mobschatz entstand 1994 durch den Zusammenschluss der Gemeinden Mobschatz und Brabschütz, in das bereits 1950 Rennersdorf, Merbitz und Podemus sowie 1970 schließlich auch Alt-Leuteritz eingemeindet worden waren. Am 1. Januar 1999 wurde die Gemeinde Mobschatz trotz erbitterten Widerstands ihrer Bewohner und des Gemeinderats per Gesetz nach Dresden eingemeindet und heißt seitdem Ortschaft Mobschatz.

## Einwohnerentwicklung
| Jahr | Einwohner                                 |
| ---- | ----------------------------------------- |
| 1990 | siehe Mobschatz (Ortsteil) und Brabschütz |
| 1991 | siehe Mobschatz (Ortsteil) und Brabschütz |
| 1992 | siehe Mobschatz (Ortsteil) und Brabschütz |
| 1993 | siehe Mobschatz (Ortsteil) und Brabschütz |
| 1994 | 1216 ¹                                    |
| 1995 |                                           |
| 1996 | 1341 ¹                                    |
| 1997 |                                           |
| 1998 | 1400 ¹                                    |
| 1999 |                                           |

| Jahr | Einwohner |
| ---- | --------- |
| 2000 | 1470 ¹    |
| 2001 | 1488 ¹    |
| 2002 | 1484 ¹    |
| 2003 | 1452 ¹    |
| 2004 | 1457 ¹    |
| 2005 | 1473 ¹    |
| 2006 | 1481      |
| 2007 | 1470      |
| 2008 | 1480      |
| 2009 | 1474      |

| Jahr | Einwohner |
| ---- | --------- |
| 2010 | 1460      |
| 2011 | 1464      |
| 2012 | 1483      |
| 2013 | 1489      |
| 2014 | 1468      |
| 2015 | 1476      |
| 2016 | 1464      |
| 2017 | 1468      |

¹ Quelle